# Kasachische Basketballnationalmannschaft der Damen
Die kasachische Basketballnationalmannschaft der Damen ist die Auswahl kasachischer Basketballspielerinnen, welche die Kazakhstan Basketball Federation auf internationaler Ebene, beispielsweise in Freundschaftsspielen gegen die Auswahlmannschaften anderer nationaler Verbände, aber auch bei internationalen Wettbewerben repräsentiert. Größte Erfolge waren die sechsten Plätze bei den Asienmeisterschaften 1994, 1995, 2001 und 2013. Im Jahr 1992 trat der nationale Verband dem Weltverband Fédération Internationale de Basketball (FIBA) bei. Im November 2013 wurde die Mannschaft auf dem 49. Platz der Weltrangliste der Frauen geführt.

## Internationale Wettbewerbe

### Kasachstan bei Weltmeisterschaften
Die Mannschaft konnte sich bisher nicht für eine Weltmeisterschaft qualifizieren.

### Kasachstan bei Olympischen Spielen
Bisher gelang es der Mannschaft nicht, sich für die olympischen Basketballwettbewerbe zu qualifizieren.

### Kasachstan bei Asienmeisterschaften
Die Mannschaft kann bisher acht Teilnahmen an Asienmeisterschaften vorweisen:
| - 1965: nicht teilgenommen - 1968: nicht teilgenommen - 1970: nicht teilgenommen - 1972: nicht teilgenommen - 1974: nicht teilgenommen - 1976: nicht teilgenommen - 1978: nicht teilgenommen - 1980: nicht teilgenommen - 1982: nicht teilgenommen - 1984: nicht teilgenommen - 1986: nicht teilgenommen - 1988: nicht teilgenommen - 1990: nicht teilgenommen | - 1992: nicht qualifiziert - 1994: 6. Platz - 1995: 6. Platz - 1997: 7. Platz - 1999: nicht qualifiziert - 2001: 6. Platz - 2004: nicht qualifiziert - 2005: 7. Platz - 2007: nicht qualifiziert - 2009: 9. Platz - 2011: 8. Platz - 2013: 6. Platz - 2015 |